# Abschied
Abschied is een Duitse filmkomedie uit 1930 onder regie van Robert Siodmak.

## Verhaal
Peter Winkler woont met zijn verloofde Hella in een pension in Berlijn. Hij krijgt een baan aangeboden in Dresden. Met zijn nieuwe baan hoopt hij eindelijk met Hella te kunnen trouwen. Behalve aan Hella vertelt hij het nieuws aan alle gasten in het pension. Zij vertellen het uiteindelijk ook aan Hella. Zij verzwijgt op haar beurt voor Peter dat ze een jurk en een hoed heeft besteld zonder dat ze daarvoor het voldoende geld heeft. Ze leent het geld. Peter denkt daardoor dat Hella een affaire heeft en verlaat het pension.

## Rolverdeling
| Acteur            | Personage            |
| ----------------- | -------------------- |
| Brigitte Horney   | Hella                |
| Aribert Mog       | Peter Winkler        |
| Emilia Unda       | Mevrouw Weber        |
| Konstantin Mic    | Bogdanoff            |
| Frank Günther     | Conferencier Neumann |
| Edmée Symon       | Lennox Sister        |
| Gisela Draeger    | Lennox Sister        |
| Martha Ziegler    | Dienstmeisje Lina    |
| Wladimir Sokoloff | Baron                |
| Erwin Bootz       | Muzikant Bootz       |